# Sattelgang
Der Sattelgang im Zirkus ist der Raum zwischen der mit einer Gardine verschlossenen Tür, die den Eingang zur Manege bildet, und der Zeltöffnung für die Artisten und Tiere. Durch den Sattelgang wird das Gradin, also die runde Zuschauertribüne, unterbrochen. Über dem Sattelgang ist oft das Zirkusorchester eingerichtet. Der Sattelgang dient den Artisten zur Vorbereitung, etwa zum Aufsitzen auf die Pferde, und zur Bereitstellung der Requisiten. Früher wurden dort die Pferde gesattelt. 